# بريان لويس سوندرز
بريان لويس سوندرز (بالإنجليزية: Bryan Lewis Saunders)‏ هو شاعر أمريكي، ولد في 6 فبراير 1969 في واشنطن العاصمة في الولايات المتحدة.

## وصلات خارجية
- بريان لويس سوندرز على موقع ميوزك برينز (الإنجليزية)